# Ligne du Bohus
La ligne du Bohus (suédois: Bohusbanan) est une ligne de chemin de fer suédoise longue de 180 km, suivant un trajet de Göteborg via Uddevalla et Munkedal à Strömstad. La ligne est à voie unique et électrifiée à 15 kV 16 2/3 Hz.

## Histoire
Dans les années 1890, le Parlement suédois a décidé de construire le Bohusbanan. Depuis que la ligne a été construite,  il a eu à plusieurs reprises des idées d'étendre le Bohusbanan jusqu'à  Stromstad en Norvège. Mais ceci n'a jamais eu lieu. Selon un discours au parlement en 2015 : "La responsabilité globale pour un transport durable reste en arrière-plan. Il est temps de procéder à l'élaboration de la Bohusbanan de sorte que dans l'avenir elle s'étendra jusqu'à Oslo." 

## Caractéristiques

### Gares
Göteborg, Uddevalla,  Strömstad.